# Мукачівський кооперативний фаховий коледж бізнесу
Мукачівський кооперативний фаховий коледж бізнесу — заклад фахової передвищої освіти у місті Мукачево
Розташований на вул. Ярослава Мудрого, 40.

## Історія закладу
Мукачівський кооперативний торговельно-економічний коледж є правонаступником Мукачівської торговельної академії, яка в 1918 році була заснована як Вища торговельна школа, а 1920 року — перейменована в торговельну академію. У 1925 році за ініціативи мера Мукачевого Яноша Недецея Мукачівська угорська та Ужгородська руська академії були об'єднані в Мукачівську державну торговельну академію.
Після приєднання Закарпаття до Радянської України академію було перейменовано в Мукачівський кооперативний технікум.
У 1998 році технікум перейменовано в Мукачівський кооперативний фінансово-комерційний технікум. У 2009 році заклад отримав назву Мукачівський кооперативний торговельно-економічний коледж. У 2021 році коледж перейменовано на Мукачівський кооперативний фаховий коледж бізнесу.
За роки існування заклад підготував понад 18 тис. фахівців. Багато з них стали керівниками організацій і підприємств споживчої кооперації та комерційних структур.

## Сьогодення

### Структура і викладацький склад
У коледжі працюють понад 25 викладачів, більше половини з них мають вищу та першу кваліфікаційні категорії працівників освіти.
У коледжі діють методична рада, методичне об'єднання керівників академічних груп, школа педагогічної майстерності та дві циклові комісії:
- Циклова комісія загальноосвітніх дисциплін;
- Циклова комісія фахових дисциплін.[4]

### Матеріально-технічна база
Приміщення коледжу має 27 кабінетів і лабораторій, три лекційні зали.
Для вивчення бухгалтерського програмного забезпечення, а також програм для маркетингу та менеджменту працюють чотири комп'ютерні класи з локальними мережами. Наявне підключення до мережі Інтернет.
Навчальний заклад має гуртожиток, бібліотеку з читальною залою на 50 місць, спортивну та актову зали, спортивний майданчик, медпункт, їдальню, буфет.
У коледжі діє музей споживчої кооперації Закарпаття.

### Навчальний процес
Коледжу надано право здійснення освітньої діяльності за I рівнем акредитації за спеціальностями: Облік і оподаткування; Фінанси, банківська справа та страхування; Підприємництво, торгівля та біржова діяльність, зі спеціалізацією Товарознавство в митній справі; Готельно-ресторанна справа, зі спеціалізацією Обслуговування туристичних груп.
Навчання проходить у денній та заочній формах. Після закінчення коледжу випускники отримують освітньо-кваліфікаційний рівень «молодший спеціаліст» та набувають робітничу професію «оператор комп'ютерного набору».
Студенти проходять практику на підприємствах і в організаціях системи споживчої кооперації Закарпатської області.
Підготовці фахівців сприяє залучення студентства до дослідницької роботи, а також проведення студентських науково-практичних конференцій. Традиційними є конкурси та олімпіади з різних навчальних дисциплін.
Мукачівський кооперативний торговельно-економічний коледж входить до навчального комплексу «Академія», тому після закінчення коледжу студенти мають право вступати до Львівського торговельно-економічного університету для підготовки за скороченим терміном навчання до кваліфікаційних рівнів бакалавра, спеціаліста, магістра — таким чином уможливлено ступеневу підготовку фахівців.
Також коледж має договір про співпрацю із Університетом бізнесу (Польща).

## Особистості
Серед випускників навчального закладу:
- Іван Балога — голова Закарпатської обласної ради;
- Віталій Бендасюк — заступник міського голови Мукачевого;[2]
- Михайло Волощук — президент Асоціації народних депутатів Закарпаття;
- Павло Кампов — публіцист, громадський діяч, радянський дисидент;
- Іван Мешко — доктор історичних наук, професор УжНУ;
- Василь Пагиря — український письменник, краєзнавець Закарпаття;
- Юрій Переста — заслужений працівник промисловості України;
- Василь Петьовка — народний депутат України VI скликання;
- Василь Цап — голова правління Закарпатської облспоживспілки.[1]